# Campionati del mondo di atletica leggera indoor 1995 - Salto in lungo maschile
La gara di salto in lungo maschile si è tenuta il 10 e l'11 marzo 1995 presso lo stadio Palau Sant Jordi di Barcellona.

## Risultati
Gli atleti che superano la misura di 7,85 m (Q) o si trovano nelle prime 12 posizioni in classifica (q) vanno in finale.

### Qualificazioni
Venerdì 10 marzo 1995, ore 12:00.

#### Gruppo A
| Pos, | Nome                | Nazionalità      | 1ª prova | 2ª prova | 3ª prova | Misura | Note                          |
| ---- | ------------------- | ---------------- | -------- | -------- | -------- | ------ | ----------------------------- |
| 1    | Spyridon Vasdekis   | Grecia           | x        | 7,84 m   | x        | 7,84 m | q                             |
| 2    | Galin Georgiev      | Bulgaria         | 7,71 m   | 7,72 m   | 7,79 m   | 7,79 m | q                             |
| 3    | Frans Maas          | Paesi Bassi      | x        | 7,70 m   | 7,65 m   | 7,70 m |                               |
| 4    | Fred Salle          | Regno Unito      | 7,69 m   | 7,47 m   | x        | 7,69 m |                               |
| 5    | Konstantin Krause   | Germania         | 7,69 m   | x        | x        | 7,69 m |                               |
| 6    | Gregor Cankar       | Slovenia         | x        | 7,31 m   | 7,65 m   | 7,65 m |                               |
| 7    | Vladimir Malyavin   | Turkmenistan     | x        | 7,51 m   | 7,63 m   | 7,63 m | Miglior prestazione personale |
| 8    | Ahmed Al-Moamari    | Oman             | 6,94 m   | 7,51 m   | 7,29 m   | 7,51 m |                               |
| 9    | Chih-Kuo Chao       | Taipei cinese    | 7,46 m   | x        | 7,34 m   | 7,46 m |                               |
| 10   | Viktor Popko        | Ucraina          | 6,93 m   | 7,16 m   | 7,38 m   | 7,38 m |                               |
| 11   | Robert Michalík     | Rep. Ceca        | 7,02 m   | 6,96 m   | 7,36 m   | 7,36 m |                               |
| 12   | Shirak Pogosyan     | Armenia          | 7,28 m   | 7,19 m   | 7,34 m   | 7,34 m |                               |
| 13   | Jón Arnar Magnússon | Islanda          | 7,32 m   | x        | x        | 7,32 m |                               |
| 14   | Lamin Drammeh       | Gambia           | 6,38 m   | 6,43 m   | 6,28 m   | 6,43 m |                               |
| 15   | Biliaminou Alao     | Benin            | 6,32 m   | x        | x        | 6,32 m |                               |
| -    | Ellsworth Manuel    | Antille Olandesi | x        | x        | x        | nm     |                               |
| -    | Andreja Marinković  | Jugoslavia       | x        | x        | x        | nm     |                               |

#### Gruppo B
| Pos, | Nome                   | Nazionalità | 1ª prova | 2ª prova | 3ª prova | Misura | Note |
| ---- | ---------------------- | ----------- | -------- | -------- | -------- | ------ | ---- |
| 1    | Iván Pedroso           | Cuba        | 8,12 m   | -        | -        | 8,12 m | Q    |
| 1    | Erick Walder           | Stati Uniti | 8,03 m   | -        | -        | 8,03 m | Q    |
| 3    | Mattias Sunneborn      | Svezia      | 7,64 m   | 7,91 m   | -        | 7,91 m | Q    |
| 3    | Milan Gombala          | Rep. Ceca   | 7,90 m   | -        | -        | 7,90 m | Q    |
| 3    | Bogdan Tudor           | Romania     | 7,61 m   | 7,89 m   | -        | 7,89 m | Q    |
| 6    | Cheikh Touré           | Senegal     | 7,60 m   | 7,86 m   | -        | 7,86 m | Q    |
| 7    | Robert Emmiyan         | Armenia     | 7,69 m   | 7,77 m   | 7,84 m   | 7,84 m | q    |
| 8    | Erik Nijs              | Belgio      | 7,75 m   | 7,74 m   | 7,84 m   | 7,84 m | q    |
| 9    | Joe Greene             | Stati Uniti | 7,84 m   | 7,67 m   | –        | 7,84 m | q    |
| 10   | Geng Huang             | Cina        | 7,71 m   | 7,75 m   | 7,82 m   | 7,82 m | q    |
| 11   | Konstantin Sarnatskiy  | Uzbekistan  | 7,56 m   | 7,79 m   | 6,05 m   | 7,79 m | q    |
| 12   | Konstadinos Koukodímos | Grecia      | 7,75 m   | x        | x        | 7,75 m |      |
| 13   | Yevgeniy Tretyak       | Russia      | 7,69 m   | 7,55 m   | 7,34 m   | 7,69 m |      |
| 14   | Ivaylo Mladenov        | Bulgaria    | 7,62 m   | 7,37 m   | 7,45 m   | 7,62 m |      |
| 15   | Ángel Hernández        | Spagna      | x        | 7,60 m   | x        | 7,60 m |      |
| -    | Yuriy Naumkin          | Russia      | x        | x        | x        | nm     |      |

### Finale
| Record mondiale       | Carl Lewis    | 8,79 m | Los Angeles | 27 gennaio 1984 |
| Record dei Campionati | Larry Myricks | 8,37 m | Madrid      | 10 marzo 1989   |
| Capolista stagionale  | Roland McGhee | 8,28 m | New York    | 3 febbraio 1995 |

Sabato 11 marzo 1995, ore 18:35.
| Pos     | Atleta                | Nazionalità | 1ª prova | 2ª prova | 3ª prova | 4ª prova | 5ª prova | 6ª prova | Risultato |
| ------- | --------------------- | ----------- | -------- | -------- | -------- | -------- | -------- | -------- | --------- |
| Oro     | Iván Pedroso          | Cuba        | 7,97 m   | 8,00 m   | 8,51 m   | x        | x        | 8,15 m   | 8,51 m    |
| Argento | Mattias Sunneborn     | Svezia      | 8,00 m   | x        | 8,06 m   | x        | 8,20 m   | 8,15 m   | 8,20 m    |
| Bronzo  | Erick Walder          | Stati Uniti | 7,95 m   | 8,05 m   | 7,95 m   | 8,02 m   | 8,00 m   | 8,14 m   | 8,14 m    |
| 4       | Joe Greene            | Stati Uniti | 7,96 m   | x        | 8,00 m   | 8,06 m   | x        | 8,12 m   | 8,12 m    |
| 5       | Bogdan Tudor          | Romania     | 7,61 m   | 8,01 m   | 8,00 m   | 8,08 m   | 7,99 m   | 8,11 m   | 8,11 m    |
| 6       | Milan Gombala         | Rep. Ceca   | x        | 7,70 m   | 7,88 m   | 7,95 m   | x        | x        | 7,95 m    |
| 7       | Erik Nijs             | Belgio      | 7,88 m   | 7,80 m   | 7,70 m   | 7,72 m   | 7,57 m   | x        | 7,88 m    |
| 8       | Geng Huang            | Cina        | 7,83 m   | 7,59 m   | x        | 7,80 m   | 7,77 m   | 7,78 m   | 7,83 m    |
| 9       | Galin Georgiev        | Bulgaria    | 7,62 m   | 7,81 m   | x        |          |          |          | 7,81 m    |
| 10      | Robert Emmiyan        | Armenia     | 7,67 m   | 7,74 m   | x        |          |          |          | 7,74 m    |
| 11      | Konstantin Sarnatskiy | Uzbekistan  | 7,42 m   | 7,67 m   | x        |          |          |          | 7,67 m    |
| -       | Cheikh Touré          | Senegal     | x        | x        | x        |          |          |          | nm        |
| -       | Spyridon Vasdekis     | Grecia      | x        | x        | x        |          |          |          | nm        |

### Classifica
Sabato 11 marzo 1995
| Pos.    | Atleta                | Età | Nazione     | Misura | Note                  |
| ------- | --------------------- | --- | ----------- | ------ | --------------------- |
| Oro     | Iván Pedroso          | 22  | Cuba        | 8,51 m | Record dei campionati |
| Argento | Mattias Sunneborn     | 24  | Svezia      | 8,20 m | Record nazionale      |
| Bronzo  | Erick Walder          | 23  | Stati Uniti | 8,14 m |                       |
| 4       | Joe Greene            | 20  | Stati Uniti | 8,12 m |                       |
| 5       | Bogdan Tudor          | 25  | Romania     | 8,11 m |                       |
| 6       | Milan Gombala         | 27  | Rep. Ceca   | 7,95 m |                       |
| 7       | Erik Nijs             | 21  | Belgio      | 7,88 m |                       |
| 8       | Geng Huang            | 24  | Cina        | 7,83 m |                       |
| 9       | Galin Georgiev        | 24  | Bulgaria    | 7,81 m |                       |
| 10      | Robert Emmiyan        | 30  | Armenia     | 7,74 m |                       |
| 11      | Konstantin Sarnatskiy | 23  | Uzbekistan  | 7,67 m |                       |
| 12      | Cheikh Touré          | 25  | Senegal     | nm     |                       |
| 12      | Spyridon Vasdekis     | 25  | Grecia      | nm     |                       |